# Need for Speed: Hot Pursuit (datorspel, 2010)
Need for Speed: Hot Pursuit är ett racingspel från Criterion Games som  släpptes 2010, skaparna av bland annat Burnout. 
Spelet kom ut den 18 november 2010 och var en fortsättning på Need for Speed: Hot Pursuit 2. I Hot Pursuit har man chansen att testa att vara polis precis som i Need for Speed III: Hot Pursuit och Hot Pursuit 2. Det läggs stor vikt på onlineläget. Autolog är det som håller ihop onlinenätverket. Autolog sparar och informerar ens vänner om de har slagit ens eget rekord och erbjuder en rematch.   
En ny utgåva med titeln Need for Speed: Hot Pursuit Remastered släpptes 6 november 2020 till Windows, Playstation 4 och Xbox, en version till Nintendo Switch släpptes 13 november 2020.